# Kanada na Mistrzostwach Świata w Lekkoatletyce 2017
Kanada na Mistrzostwach Świata w Lekkoatletyce 2017 – reprezentacja Kanady podczas mistrzostw świata w Londynie liczyła 57 zawodników, którzy nie zdobyli żadnego medalu.

## Skład reprezentacji
Mężczyźni
| Zawodnik                                                  | Konkurencja                   | Preeliminacje | Preeliminacje | Eliminacje | Eliminacje | Półfinał | Półfinał | Finał    | Finał   |
| Zawodnik                                                  | Konkurencja                   | Rezultat      | Pozycja       | Rezultat   | Pozycja    | Rezultat | Pozycja  | Rezultat | Pozycja |
| --------------------------------------------------------- | ----------------------------- | ------------- | ------------- | ---------- | ---------- | -------- | -------- | -------- | ------- |
| Andre De Grasse                                           | bieg na 100 metrów            | —             | —             | DNS        | DNS        | NQ       | NQ       | NQ       | NQ      |
| Brendon Rodney                                            | bieg na 100 metrów            | 10,37         | 9. Q          | 10,36      | 36.        | NQ       | NQ       | NQ       | NQ      |
| Gavin Smellie                                             | bieg na 100 metrów            | —             | —             | 10,29      | 30.        | NQ       | NQ       | NQ       | NQ      |
| Aaron Brown                                               | bieg na 200 metrów            | —             | —             | DQ         | DQ         | NQ       | NQ       | NQ       | NQ      |
| Brandon McBride                                           | bieg na 800 metrów            | —             | —             | 1:45,69    | 3. Q       | 1:45,53  | 3. Q     | 1:47,09  | 8.      |
| Mohammed Ahmed                                            | bieg na 5000 metrów           | —             | —             | 13:22,97   | 6. q       | —        | —        | 13:35,43 | 6.      |
| Justyn Knight                                             | bieg na 5000 metrów           | —             | —             | 13:30,27   | 17 Q       | —        | —        | 13:39,15 | 9.      |
| Mohammed Ahmed                                            | bieg na 10 000 metrów         | —             | —             | —          | —          | —        | —        | 27:02,35 | 8.      |
| Eric Gillis                                               | maraton                       | —             | —             | —          | —          | —        | —        | DNF      | DNF     |
| Thomas Toth                                               | maraton                       | —             | —             | —          | —          | —        | —        | 2:23:47  | 54.     |
| Johnathan Cabral                                          | bieg na 110 m przez płotki    | —             | —             | 13,53      | 20. Q      | 14,98    | 22.      | NQ       | NQ      |
| Matthew Hughes                                            | bieg na 3000 m z przeszkodami | —             | —             | 8,24,79    | 13. Q      | —        | —        | 8:21,84  | 6.      |
| Gavin Smellie Aaron Brown Brendon Rodney Mobolade Ajomale | sztafeta 4 × 100 m            | —             | —             | 38,48      | 8. q       | —        | —        | 38,59    | 6.      |
| Benjamin Thorne                                           | chód na 20 km                 | —             | —             | —          | —          | —        | —        | 1:26:56  | 51.     |
| Mathieu Bilodeau                                          | chód na 50 km                 | —             | —             | —          | —          | —        | —        | 3:56:54  | 25.     |
| Evan Dunfee                                               | chód na 50 km                 | —             | —             | —          | —          | —        | —        | 3:47:36  | 15.     |

| Zawodnik        | Konkurencja    | Kwalifikacje | Kwalifikacje | Finał | Finał   |
| Zawodnik        | Konkurencja    | Wynik        | Pozycja      | Wynik | Pozycja |
| --------------- | -------------- | ------------ | ------------ | ----- | ------- |
| Michael Mason   | skok wzwyż     | 2,26         | 18.          | NQ    | NQ      |
| Shawnacy Barber | skok o tyczce  | 5,70         | 4. q         | 5,65  | 8.      |
| Tim Nedow       | pchnięcie kulą | 20,09        | 16.          | NQ    | NQ      |

Dziesięciobój
| Zawodnik      | Konkurencja | 100 m | LJ   | SP    | HJ   | 400 m | 110H  | DT    | PV   | JT    | 1500 m  | Wynik | Pozycja |
| ------------- | ----------- | ----- | ---- | ----- | ---- | ----- | ----- | ----- | ---- | ----- | ------- | ----- | ------- |
| Damian Warner | Rezultat    | 10,50 | 7,44 | 13,45 | 2,02 | 47,47 | 13,63 | 40,67 | 4,70 | 56,63 | 4:28,39 | 8309  | 5.      |
| Damian Warner | Punkty      | 975   | 920  | 695   | 822  | 935   | 1023  | 678   | 819  | 687   | 755     | 8309  | 5.      |

Kobiety
| Zawodniczka                                                  | Konkurencja                   | Eliminacje | Eliminacje | Półfinał | Półfinał | Finał    | Finał   |
| Zawodniczka                                                  | Konkurencja                   | Rezultat   | Pozycja    | Rezultat | Pozycja  | Rezultat | Pozycja |
| ------------------------------------------------------------ | ----------------------------- | ---------- | ---------- | -------- | -------- | -------- | ------- |
| Leya Buchanan                                                | bieg na 100 metrów            | 11,84      | 36.        | NQ       | NQ       | NQ       | NQ      |
| Crystal Emmanuel                                             | bieg na 100 metrów            | 11,14      | 11. Q      | 11,14    | 11.      | NQ       | NQ      |
| Crystal Emmanuel                                             | bieg na 200 metrów            | 22,87      | 7. Q       | 22,85    | 7. q     | 22,60    | 7.      |
| Travia Jones                                                 | bieg na 400 metrów            | 54,02      | 47.        | NQ       | NQ       | NQ       | NQ      |
| Carline Muir                                                 | bieg na 400 metrów            | 52,70      | 36.        | NQ       | NQ       | NQ       | NQ      |
| Aiyanna Stiverne                                             | bieg na 400 metrów            | 52,55      | 32.        | NQ       | NQ       | NQ       | NQ      |
| Melissa Bishop                                               | bieg na 800 metrów            | 2:01,11    | 10. Q      | 1:59,56  | 6. Q     | 1:57,68  | 5.      |
| Lindsey Butterworth                                          | bieg na 800 metrów            | 2:03,19    | 36.        | NQ       | NQ       | NQ       | NQ      |
| Annie Leblanc                                                | bieg na 800 metrów            | 2:04,06    | 39.        | NQ       | NQ       | NQ       | NQ      |
| Sheila Reid                                                  | bieg na 1500 metrów           | 4:13,12    | 38.        | NQ       | NQ       | NQ       | NQ      |
| Nicole Sifuentes                                             | bieg na 1500 metrów           | 4:05,24    | 16. q      | 4:07,92  | 20.      | NQ       | NQ      |
| Gabriela Stafford                                            | bieg na 1500 metrów           | 4:04,55    | 13. q      | 4:08,51  | 21.      | NQ       | NQ      |
| Jessica O’Connell                                            | bieg na 5000 metrów           | 15:23,16   | 25.        | —        | —        | NQ       | NQ      |
| Andrea Seccafien                                             | bieg na 5000 metrów           | 15:19,39   | 23.        | —        | —        | NQ       | NQ      |
| Rachel Cliff                                                 | bieg na 10 000 metrów         | —          | —          | —        | —        | 32:00,03 | 20.     |
| Natasha Wodak                                                | bieg na 10 000 metrów         | —          | —          | —        | —        | 31:55,47 | 16.     |
| Tarah Korir                                                  | maraton                       | —          | —          | —        | —        | 2:44:30  | 51.     |
| Dayna Pidhoresky                                             | maraton                       | —          | —          | —        | —        | 2:56:15  | 70.     |
| Phylicia George                                              | bieg na 100 m przez płotki    | 13,01      | 16. Q      | 13,04    | 15.      | NQ       | NQ      |
| Angela Whyte                                                 | bieg na 100 m przez płotki    | 13,23      | 30.        | NQ       | NQ       | NQ       | NQ      |
| Noelle Montcalm                                              | Bieg na 400 m przez płotki    | 57,45      | 33.        | NQ       | NQ       | NQ       | NQ      |
| Sage Watson                                                  | Bieg na 400 m przez płotki    | 55,06      | 5. Q       | 55,05    | 6. Q     | 54,92    | 6.      |
| Maria Bernard                                                | bieg na 3000 m z przeszkodami | 9:59,45    | 32.        | —        | —        | NQ       | NQ      |
| Alycia Butterworth                                           | bieg na 3000 m z przeszkodami | —          | —          | 9:51,50  | 26.      | NQ       | NQ      |
| Geneviève Lalonde                                            | bieg na 3000 m z przeszkodami | —          | —          | 9:31,81  | 9. q     | 9:29,99  | 13.     |
| Carline Muir Aiyanna Stiverne Travia Jones Natassha McDonald | Sztafeta 4 × 400 m            | 3:28,47    | 11.        | —        | —        | NQ       | NQ      |

| Zawodniczka         | Konkurencja    | Kwalifikacje | Kwalifikacje | Finał | Finał   |
| Zawodniczka         | Konkurencja    | Wynik        | Pozycja      | Wynik | Pozycja |
| ------------------- | -------------- | ------------ | ------------ | ----- | ------- |
| Alyxandria Treasure | skok wzwyż     | 1,85         | =21.         | NQ    | NQ      |
| Kelsie Ahbe         | skok o tyczce  | NM           | –            | NQ    | NQ      |
| Anicka Newell       | skok o tyczce  | 4,50         | =10. q       | 4,45  | 12.     |
| Alysha Newman       | skok o tyczce  | 4,55         | 5. q         | 4,65  | 7.      |
| Christabel Nettey   | skok w dal     | 6,36         | 19.          | NQ    | NQ      |
| Brittany Crew       | pchnięcie kulą | 18,01        | 8. q         | 18,21 | 6.      |
| Taryn Suttie        | pchnięcie kulą | 16,47        | 25.          | NQ    | NQ      |
| Jillian Weir        | rzut młotem    | NM           | –            | NQ    | NQ      |
| Liz Gleadle         | rzut oszczepem | 62,97        | 10. q        | 60,12 | 12.     |